# Homer homme d'affaires
Homer homme d'affaires (France) ou Mad Démène (Québec) (The Man in the Blue Flannel Pants)  est le 7e épisode de la saison 23 de la série télévisée Les Simpson.

## Synopsis
La vodka de Krusty n’est pas un produit dérivé du clown qui se vend très bien. C’est pourquoi afin de promouvoir la liqueur, ses managers lui proposent d’organiser une soirée de dégustation chez un de ses fans. La soirée a lieu chez les Simpson, où les personnes les plus branchées de Springfield sont évidemment invitées. Et tout se déroule à merveille jusqu’à ce M. Burns se présente à la soirée, plombant instantanément l’ambiance. Homer, forcé de réagir pour éviter que la soirée ne finisse en désastre, anime un karaoké avec le vieil homme, et l’ambiance se détend à nouveau. À la suite du succès de la soirée, Burns décide de promouvoir Homer au poste de comptable à la centrale nucléaire. Ce dernier va alors faire la connaissance de Robert Marlowe, un habitué du métier, qui va le prendre sous son aile pour lui enseigner les règles de cet impitoyable nouvel univers. En effet, ce job va radicalement changer le père de famille, l’éloignant de ses proches et le faisant sombrer dans l’alcoolisme et la mélancolie… Pendant ce temps, au sein de la famille, Bart va prendre le goût à la lecture grâce à l’aide de sa petite sœur.

## Références culturelles

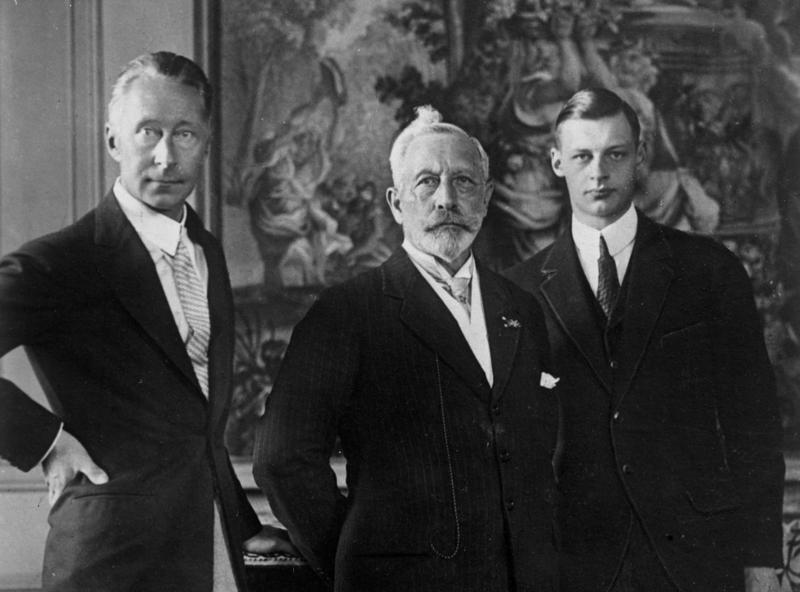
En 1927, l’ex-kaiser Guillaume II pose entre son fils et son petit-fils. Le jeune prince sera tué 13 ans plus tard, en mai 1940, pendant la campagne de France

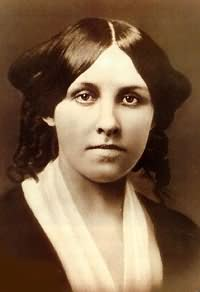
Louisa May Alcott dans sa jeunesse